# Ichneumon xanthogastrius
Ichneumon xanthogastrius là một loài tò vò trong họ Ichneumonidae.